# Fort McMurray
Fort McMurray je město v Kanadě v provincii Alberta v regionu Northern Alberta. Statut města získalo v roce 1980 a od roku 1995 je součástí konurbace Wood Buffalo. Nachází se v blízkosti ústí řeky Clearwater do řeky Athabaska. V 2006 roce zde žilo 47705 obyvatel.
Ekonomika města se v značné míře opírá o těžbu ropných písků a na jejím základě rozvinutém petrochemickém průmyslu. Součástí města je i civilní letiště Fort McMurray.

## Osobnosti města
- Chris Phillips (* 1978), hokejista
- Laurie Wiltshire (* 1983), judistka a trenérka